# سيا كوجيما
سيا كوجيما (2 يونيو 1989 بتوتشيغي في اليابان - ) (بالكانا:こじま せいや) هو لاعب كرة قدم ياباني في مركز الوسط. لعب مع Bang Pa-in Ayutthaya F.C. ‏.

## وصلات خارجية
- سيا كوجيما على موقع قاعدة بيانات كرة القدم.إي يو (الإنجليزية)
- سيا كوجيما على موقع Soccerway.com (الإنجليزية)